# Acrocercops heterodoxa
Acrocercops heterodoxa är en fjärilsart som beskrevs av Edward Meyrick 1912. Acrocercops heterodoxa ingår i släktet Acrocercops och familjen styltmalar. Inga underarter finns listade i Catalogue of Life.